# Cục Chính trị, Tổng cục chính trị (Việt Nam)
Cục Chính trị trực thuộc Tổng cục Chính trị, Bộ Quốc phòng Việt Nam thành lập ngày 31 tháng 10 năm 1949 là cơ quan tham mưu giúp Thủ trưởng Tổng cục Chính trị về công tác Đảng, công tác Chính trị trong cơ quan Tổng cục Chính trị.

## Lịch sử hình thành
- Ngày 31 tháng 10 năm 1949, thành lập Ban công tác Chính trị (tiền thân của Cục Chính trị sau này) thuộc Cục Chính trị (tiền thân của Tổng cục Chính trị). Lúc đó Ban có 3 tiểu ban: Văn thư, Tuyên huấn, Tổ chức.
- Tháng 2 năm 1951, Ban công tác Chính trị được nâng cấp thành Phòng Chính trị trực thuộc Tổng cục Chính trị.
- Tháng 3 năm 1988, Phòng Chính trị được nâng cấp thành Cục Chính trị trực thuộc Tổng cục Chính trị.

## Lãnh đạo hiện nay
- Cục trưởng: Thiếu tướng Trần Ngọc Anh
- Phó Cục trưởng : Đại tá Ngô Thị Lệ

## Tổ chức
- Phòng Tổ chức
- Phòng Tuyên huấn
- Phòng Cán bộ
- Phòng Chính sách
- Phòng Bảo vệ - Dân vận
- Ban Hành chính
- Ban Tài chính
- Ban Công đoàn - Phụ nữ
- Ban Thanh niên

## Khen thưởng
- Huân chương Chiến công hạng nhất (2000, 2005)
- Huân chương Bảo vệ Tổ quốc hạng Nhất (2014)[3]

## Cục trưởng qua các thời kỳ
- 1949-1951: Phạm Sinh (Trưởng ban công tác Chính trị đầu tiên)
- 1951-1952: Trương Ái Dân (Trưởng phòng Chính trị)
- 1952-1954: Phan Thêm
- 1954-1959: Vũ Trọng Khôi
- 1959-1963: Nguyễn Thọ (phụ trách Phòng Chính trị)
- 1963-1965: Lê Hoàn, Trung tá (phụ trách Phòng Chính trị)
- 1965-1968: Nguyễn Tiến Thủy (phụ trách Phòng Chính trị)
- 1968-1978: Bùi Ngọc Bản, Thượng tá (Trưởng phòng Chính trị)
- 1978-1983: Phạm Bá Hòa, Thượng tá (Trưởng phòng Chính trị)
- 1983-1988: Lương Tư, Đại tá (Trưởng phòng Chính trị)
- 1988-1996: Lê Hạnh Kiểm, Đại tá (Cục trưởng Cục Chính trị đầu tiên)
- 1996-2003: Nguyễn Đức Thuần, Đại tá
- 2003-2010: Nguyễn Nhật Kỷ, Thiếu tướng (2008), nguyên Phó Cục trưởng Cục Tuyên Huấn
- 2010-2017: Hồ Trọng Đào, Thiếu tướng (2013), sau Phó Chính ủy Tổng cục Kỹ thuật (2017-2019)
- 2017-8.2021, Trần Văn Vương, Thiếu tướng (2017)[4]
- 9.2021-nay: Nguyễn An Phong, Thiếu tướng